# Trox capillaris
Trox capillaris es una especie de escarabajo del género Trox, familia Trogidae. Fue descrita científicamente por Say en 1823.
Se distribuye por la ecozona del Neártico. Habita en los Estados Unidos (Wisconsin, Kansas, Nuevo México, Illinois, Indiana, Carolina del Sur, Texas, Nebraska) y Canadá (Ontario).
Mide 8,4-10,3 milímetros de longitud.